# Diócesis de Ardagh
La diócesis de Ardagh (en latín: Dioecesis Ardachadensis, en inglés: Roman Catholic Diocese of Ardagh y en irlandés: Deoise Ardach) es una circunscripción eclesiástica de la Iglesia católica en la República de Irlanda. Se trata de una diócesis latina, sufragánea de la arquidiócesis de Armagh. Desde el 5 de abril de 2023 su obispo es Paul Connell. Los obispos de Ardagh llevan el título de obispos titulares de Clonmacnoise (Cluanensis).

## Territorio y organización

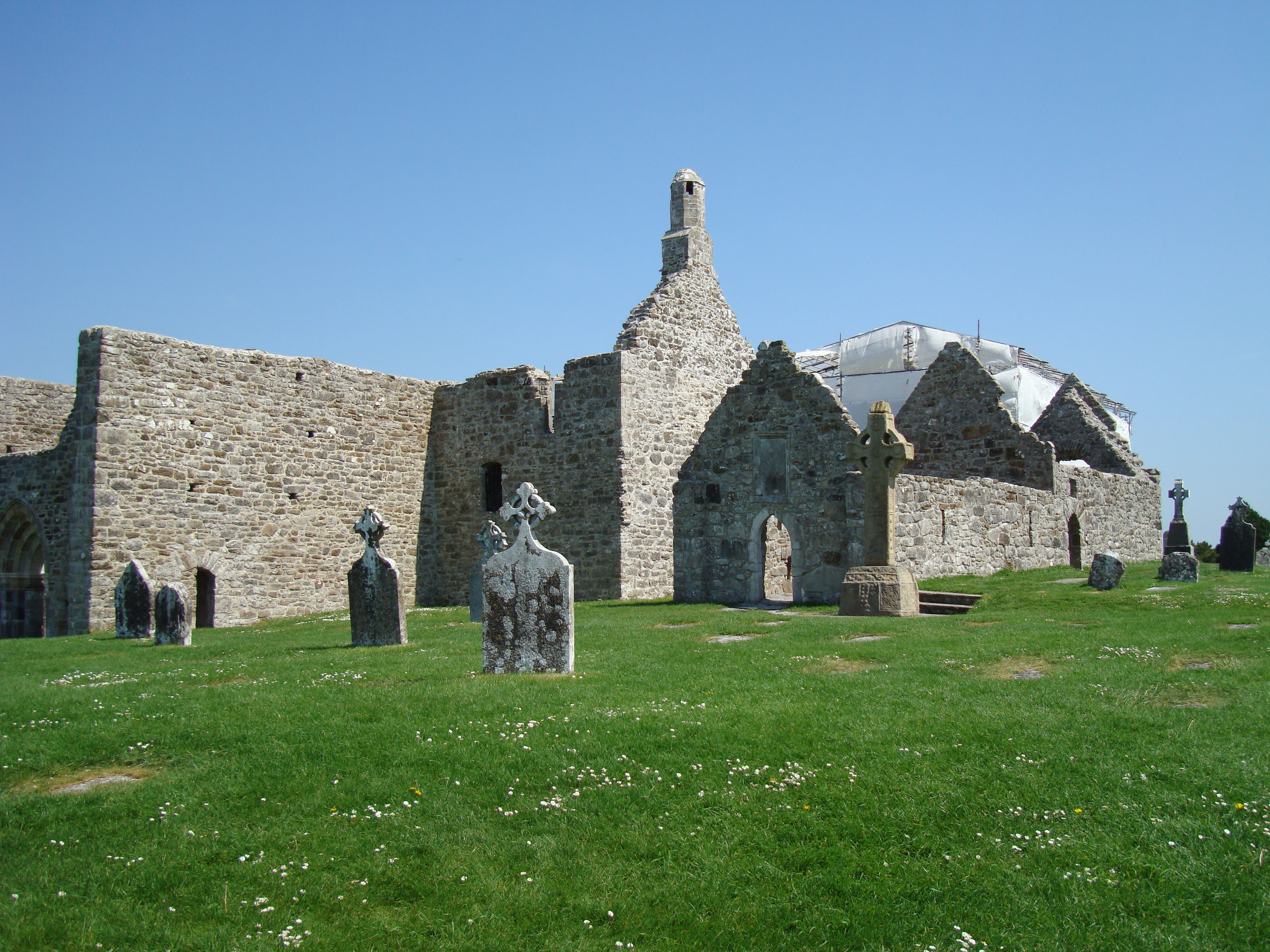
Ruinas de la catedral y del monasterio de Clonmacnoise

La diócesis tiene 2436 km² y extiende su jurisdicción sobre los fieles católicos de rito latino residentes en tres porciones de territorio no contiguas, comprendiendo la mayor parte de los condados de Longford y Leitrim y porciones de los condados de Cavan, Offaly, Roscommon, Sligo y Westmeath.

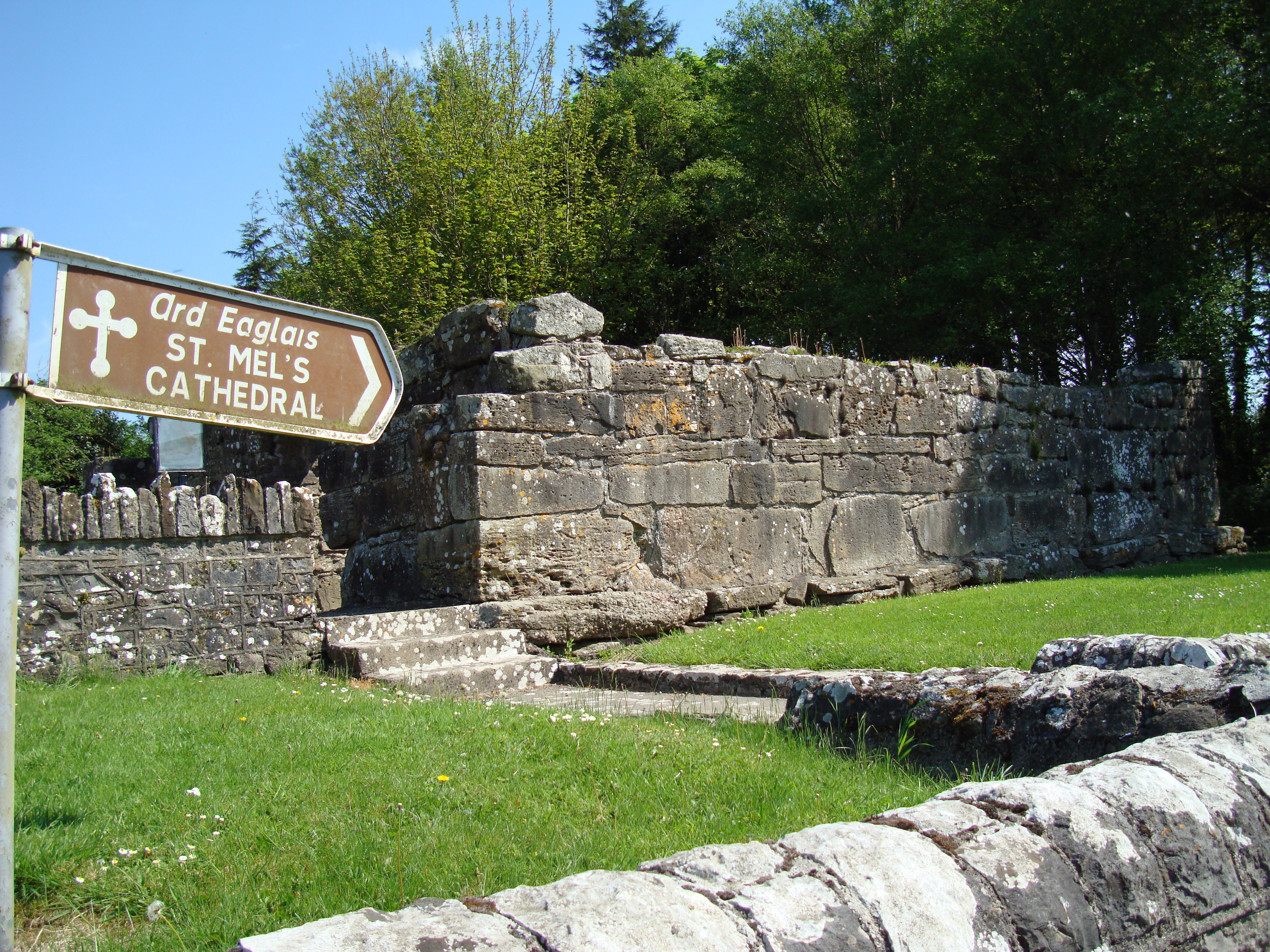
Ruinas de la Catedral de San Mel, en Ardagh

La sede de la diócesis se encuentra en la ciudad de Longford, en donde se halla la Catedral de San Mel. El 25 de diciembre de 2009 la catedral fue completamente destruida por un incendio; restaurada, fue reabierta en 2014. En Clonmacnoise se encuentran las ruinas de la catedral y del monasterio fundado en 544 por Ciarano y destruidos en 1552 por tropas inglesas. En Ardagh se encuentran las ruinas de la original Catedral de San Mel, destruida en 1496.
En 2022 en la diócesis existían 41 parroquias.

## Historia
La diócesis toma su nombre de Ardagh, un pueblo en el condado de Longford. Se sabe que san Patricio fundó una iglesia y un monasterio en Ardagh. La diócesis tiene como patrono y primer obispo a un discípulo de Patricio, Mel, que vivió en el siglo V. En el primer milenio la Iglesia irlandesa estaba estructurada en asentamientos monásticos, cada uno con su propia jurisdicción que se extendía sobre el propio monasterio, el territorio circundante y las propiedades del dominio monástico.
En el siglo XII la Iglesia irlandesa fue reformada con el establecimiento de diócesis, sobre el modelo de la organización eclesiástica continental, reemplazando la organización monástica del territorio, típica de Irlanda. La diócesis de Ardagh, sufragánea de la arquidiócesis de Armagh, fue erigida en el Sínodo de Rathbreasail de 1111, bajo el doble nombre de "diócesis de Ardcarne o Ardagh", probablemente porque la sede de los obispos aún no se había establecido claramente (la diócesis de Ardcarne es actualmente una sede titular). En el posterior Sínodo de Kells en 1152 solo aparece el nombre de Ardagh; en este sínodo se establecieron definitivamente los límites de la diócesis.
En el siglo XIII surgió una disputa sobre si Ardagh debería pertenecer a la metrópolis de Armagh o a la de Tuam: el papa Gregorio IX en 1235 decidió a favor de Armagh.
Después de la Reforma protestante, la diócesis de Ardagh atravesó un largo período de crisis: fue una sede vacante de 1587 a 1717 con la única interrupción del episcopado de Patrick Plunkett, pariente de Oliver Plunkett, arzobispo de Armagh, que visitó la diócesis y ordenó allí a algunos sacerdotes. Durante el período de sede vacante, la diócesis a menudo fue administrada por vicarios apostólicos. La diócesis anglicana de Ardagh se continuó desde el 4 de noviembre de 1583 con el nombramiento real del obispo Lysach Ó Fearghail, en 1839 se unió con la de Kilmore y luego en 1841 con la de Elphin, constituyéndose la actual diócesis de Kilmore, Elphin y Ardagh de la Iglesia de Irlanda.
En 1729 se decidió fusionar la diócesis de Clonmacnoise con la de Ardagh, que se encontraba en situación de pobreza. La unión se hizo efectiva tras la muerte de Stephen MacEgan, obispo de Meath, cuando Augustine Cheevers, obispo de Ardagh, quien administraba la diócesis de Clonmacnoise en nombre del obispo de Meath, fue transferido a la misma sede que Meath el 7 de agosto de 1756 y Anthony Blake fue nombrado primer obispo de la sede unida de Ardagh y Clonmacnoise el 11 de agosto de 1756.

## Estadísticas
Según el Anuario Pontificio 2023 la diócesis tenía a fines de 2022 un total de 76 050 fieles bautizados.
| Año                                                                             | Población | Población | Población      | Sacerdotes | Sacerdotes | Sacerdotes | Católicos por sacerdote | Diáconos permanentes | Religiosos | Religiosos | Parroquias y cuasiparroquias |
| Año                                                                             | Católicos | Total     | % de católicos | Total      | Diocesanos | Regulares  | Católicos por sacerdote | Diáconos permanentes | Masculinos | Femeninos  | Parroquias y cuasiparroquias |
| ------------------------------------------------------------------------------- | --------- | --------- | -------------- | ---------- | ---------- | ---------- | ----------------------- | -------------------- | ---------- | ---------- | ---------------------------- |
| 1950                                                                            | 75 630    | 78 185    | 96.7           | 120        | 114        | 6          | 630                     |                      | 27         | 364        | 41                           |
| 1959                                                                            | 73 544    | 75 987    | 96.8           | 122        | 116        | 6          | 602                     |                      | 32         | 387        | 41                           |
| 1970                                                                            | 61 576    | 63 164    | 97.5           | 123        | 116        | 7          | 500                     |                      | 26         | 382        | 41                           |
| 1980                                                                            | 68 170    | 69 664    | 97.9           | 120        | 103        | 17         | 568                     |                      | 32         | 365        | 41                           |
| 1990                                                                            | 69 541    | 70 360    | 98.8           | 117        | 95         | 22         | 594                     |                      | 31         | 345        | 41                           |
| 2000                                                                            | 69 700    | 70 450    | 98.9           | 93         | 82         | 11         | 749                     |                      | 18         | 246        | 41                           |
| 2002                                                                            | 73 123    | 75 732    | 96.6           | 81         | 75         | 6          | 902                     |                      | 13         | 235        | 41                           |
| 2004                                                                            | 73 300    | 76 500    | 95.8           | 79         | 73         | 6          | 927                     |                      | 14         | 233        | 41                           |
| 2006                                                                            | 76 920    | 79 142    | 97.2           | 77         | 71         | 6          | 998                     |                      | 12         | 231        | 41                           |
| 2012                                                                            | 79 600    | 84 700    | 94.0           | 72         | 65         | 7          | 1105                    |                      | 11         | 166        | 41                           |
| 2015                                                                            | 76 626    | 89 100    | 86.0           | 66         | 61         | 5          | 1161                    |                      | 10         | 129        | 41                           |
| 2018                                                                            | 78 850    | 89 209    | 88.4           | 67         | 59         | 8          | 1176                    |                      | 17         | 107        | 41                           |
| 2020                                                                            | 75 000    | 87 500    | 85.7           | 69         | 59         | 10         | 1086                    |                      | 17         | 92         | 41                           |
| 2022                                                                            | 76 050    | 88 690    | 85.7           | 68         | 57         | 11         | 1118                    |                      | 17         | 93         | 41                           |
| Fuente: Catholic-Hierarchy, que a su vez toma los datos del Anuario Pontificio. |           |           |                |            |            |            |                         |                      |            |            |                              |

## Episcopologio
- San Mel † (454-6 de febrero de 488 falleció)
- San Milchuo † (6 de febrero de 488 por sucesión-?)
- Teffia †
- San Erardo † (mencionado en 700 circa)
- Faelghus † (mencionado en 874)
- Ceily † (?-1048 falleció)
- Macrait O'Moran † (1152-1168 falleció)
- Christian O'Heotal † (antes de 1172-1179 falleció)
- O'Tirlenan † (?-1187 falleció)
- O'Hislenan † (?-1189 falleció)
- Adam O'Murray † (?-1217 falleció)
- Robert, O.Cist. † (1217-28 de mayo de 1224 falleció)
- Simon Margraith † (1224-1230 falleció)
- Joseph Magoday † (?-1231 falleció)
- Jocelyn O'Tormaig † (1233-1237 falleció)
- Brendon Magoday † (1238-1255 falleció)
- Miles Dunstable † (20 de mayo de 1256-1288 falleció)
- Mathhew O'Heotha † (28 de enero de 1289-1322 falleció)
- Robert Wirsop, O.E.S.A. † (5 de abril de 1323-20 de junio de 1323 nombrado obispo de Connor)[7]
- John Magee † (19 de marzo de 1324-circa 1340 falleció)
- Owen † (1343-1367 falleció)
- William MacCarmaic † (1367-1373 falleció)
- Carl O'Ferrall † (1373-1378 falleció) (antiobispo?)
- John Aubrey, O.P. † (29 de abril de 1374-1394 falleció)
- Gilbert MacBrady † (20 de octubre de 1395-antes de 1400 falleció)
- Adam Lynns, O.P. † (8 de marzo de 1400-junio de 1416 falleció)
- Cornelius O'Ferral † (16 de febrero de 1418-1423 falleció)
- Richard O'Ferral † (10 de enero de 1425-1444 falleció)
- Cormac MacSamadran, O.S.A. † (6 de noviembre de 1446-?)
- John O'Ferral † (30 de julio de 1462-? falleció)
- Donatus O'Ferral † (12 de octubre de 1467-? falleció)
- John O'Ferral † (28 de julio de 1471-? falleció) (por segunda vez)
- William O'Ferral, O.Cist. † (4 de agosto de 1480-1516 falleció)
- Roger O'Moleyn † (14 de diciembre de 1517-? falleció)
- Patrick MacMahon, O.F.M. † (24 de noviembre de 1541-? falleció)
- Thomas Offilay, O.E.S.A. † (1555-27 de marzo de 1555 nombrado obispo de Kildare y Leighlin)[8]
- Richard MacBrady, O.F.M.Obs. † (23 de enero de 1576-14 de marzo de 1580 nombrado obispo de Kilmore)
- Edmund MacGauran † (11 de septiembre de 1581-1 de julio de 1587 nombrado arzobispo de Armagh)
  - Sede vacante (1587-1647)
- Patrick Plunkett, O.Cist. † (11 de marzo de 1647-11 de enero de 1669 nombrado obispo de Meath)
  - Sede vacante (1669-1717)
- Thomas Flynn † (2 de octubre de 1717-29 de enero de 1730 falleció)
- Peter Mulligan, O.E.S.A. † (1 de septiembre de 1730-23 de julio de 1739 falleció)[9]
- Thomas O'Beirne † (19 de septiembre de 1739 por sucesión-de febrero de 1747 falleció)
- Thomas MacDermot † (8 de mayo de 1747-febrero de 1751 falleció)
- Augustine Cheevers, O.E.S.A. † (17 de julio de 1751-7 de agosto de 1756 nombrado obispo de Meath)[10]

### Obispos de Ardagh y Clonmacnoise
- Anthony Blake † (11 de agosto de 1756-21 de abril de 1758 nombrado arzobispo de Armagh)
- James Brady † (21 de agosto de 1758-11 de enero de 1788 falleció)
- John Cruise † (10 de junio de 1788-28 de junio de 1812 falleció)
- James Magauran † (20 de marzo de 1815-25 de junio de 1829 falleció)
- William O'Higgins † (2 de octubre de 1829-3 de enero de 1853 falleció)
- John Kilduff † (29 de abril de 1853-21 de junio de 1867 falleció)
- Neale MacCabe, C.M. † (17 de diciembre de 1867-24 de julio de 1870 falleció)
- George Michael Conroy † (24 de febrero de 1871-4 de agosto de 1878 falleció)
- Bartholomew Woodlock † (4 de abril de 1879-21 de enero de 1895 renunció[nota 1])
- Joseph Hoare † (8 de febrero de 1895-14 de abril de 1927 falleció)
- James Joseph MacNamee † (20 de junio de 1927-24 de abril de 1966 falleció)
- Cahal Brendan Daly † (26 de mayo de 1967-24 de agosto de 1982 nombrado obispo de Down y Connor)
- Colm O'Reilly (24 de febrero de 1983-17 de julio de 2013 retirado)
- Francis Duffy (17 de julio de 2013-10 de noviembre de 2021 nombrado arzobispo de Tuam)
- Paul Connell, desde el 5 de abril de 2023